# RIM-8 Talos
Die RIM-8 Talos war ein seegestützter Langstrecken-Boden-Luft-Lenkflugkörper der United States Navy und eine der ersten Luftabwehrflugkörper, mit denen die amerikanischen Schiffe ausgestattet wurden. Die Talos wurde von 1963 bis Ende der 1970er-Jahre eingesetzt.

## Beschreibung
Die ersten Tests mit der neuen, aus dem Bumblebee-Projekt entwickelten Rakete begannen 1959, noch unter der Bezeichnung SAM-N-6. Die halbaktiv radargelenkte Waffe wurde 1963 bei der US Navy eingeführt, es gab mehrere Varianten mit konventionellem Continuous Rod- bzw. nuklearem Sprengkopf sowie Boden-Boden-Ausführungen zum Einsatz gegen Radarstationen.
Das Fluggerät war 11,58 m lang, hatte ein Startgewicht von 3.538 kg und eine Reichweite von bis zu 160 km. Nach einer ca. fünf Sekunden dauernden Beschleunigungsphase durch einen Feststoffbooster war die Geschwindigkeit von Mach 2,2 hoch genug für den mit Kerosin der Qualitäten JP-4 oder JP-5 betriebenen Staustrahlantrieb.
Aufgrund der Größe von Lagermagazin, Starter, Vorbereitungswerkstätten und Radaranlagen konnte die Waffe nur auf wenigen Schiffen verwendet werden. Der Start erfolgte von einem Mk. 12-Doppelarmstarter, das Magazin fasste 46 Raketen.
Während des Vietnamkriegs wurden drei MiGs von den Talos der Long Beach und der Chicago abgeschossen. Die Long Beach ausgenommen, deren Mk-12-Starter Anfang der 1980er-Jahre gegen Armored Box Launcher ausgetauscht wurde, wurden die Schiffe, welche die Talos einsetzten, spätestens 1980 ausgemustert.

## Weiterverwendung

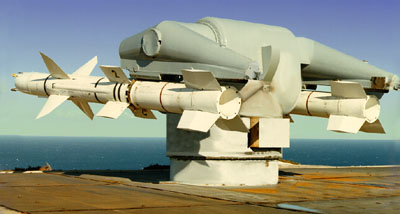
MQM-8-Vandal-Zielflugkörper in Point Mugu

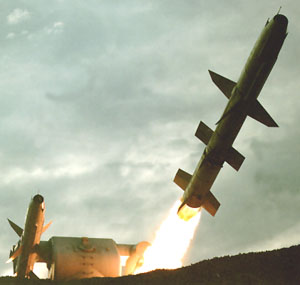
Start eines MQM-8-Vandal-Zielflugkörpers in Point Mugu

Die Startstufe der abgerüsteten Talos-Raketen findet aufgrund ihrer hohen Schubkraft als Startstufe bei verschiedenen Höhenforschungsraketen wie der Talos Aries und der Black Brant XI und XII Verwendung. Weitere Talos-Flugkörper wurden zur Zieldarstellung modifiziert und werden unter der Bezeichnung MQM-8 Vandal verwendet. Diese unterscheiden sich äußerlich nicht von den ursprünglichen Talos-Lenkwaffen. MQM-8-Zielflugkörper werden von Point Mugu zur Simulation von überschallschnellen Cruise-Missiles zum Test von Abwehrsystemen gestartet.

## Einsatz
- Galveston, Little Rock, Oklahoma City (umgerüstete Cleveland-Klasse-Kreuzer)
- Albany, Chicago, Columbus (umgerüstete Baltimore- und Oregon-City-Klasse)
- Long Beach